# Spinuș de Pomezeu
Spinuș de Pomezeu – wieś w Rumunii, w okręgu Bihor, w gminie Pomezeu. W 2011 roku liczyła 236 mieszkańców.